# Sanjollas
Sanjollas – wieś położona w południowo-wschodniej części Albanii w gminie Barmash. Wieś znajduje się 136 kilometrów od stolicy państwa, Tirany.

## Historia
W 1883 roku zbudowano w Sanjollas chanakę, czyli klasztor zakonu sufickiego. Był on położony na drodze prowadzącej do miejscowości Leskovik. Klasztor został zburzony w 1914 roku w trakcie najazdu sił greckich.